# Beck – Levande begravd
Beck – Levande begravd är en svensk thriller från 2009. Detta är den andra och avslutande filmen i den fjärde omgången med Peter Haber och Mikael Persbrandt i huvudrollerna. Filmen hade biopremiär den 21 juni 2010. I Tyskland visades filmen på TV-kanalen ZDF redan den 27 december 2009.

## Handling
I en lekpark mitt i storstadsidyllen påträffas en nedgrävd trälåda innehållande Annika Runfelt, en känd och respekterad åklagare. Beck och hans medhjälpare misstänker först en grovt kriminell MC-ledare, Matte Larsson, för dådet, men man får snabbt omvärdera fallet när MC-ledaren påträffas mördad i en liknande trälåda. Ganska snart upptäcks ytterligare ett antal trälådor och polisen inser att man är inne i en katt- och råttalek med en galen seriemördare. Polisutredningen visar efterhand att det finns ett svagt samband mellan mordoffren i form av en nio år gammal händelse, men vad Martin Beck inte anar, är att även hans eget liv står på spel, då mördaren har utsett honom till nästa offer.

## Om filmen
Filmen spelades in under hösten 2008 och Mikael Persbrandt har i efterhand sagt i Aftonbladet att han denna gång inte säger nej till att spela Gunvald fler gånger i framtiden. Denna film var Stina Rautelins sista roll som Lena Klingström, innan hennes figur skrevs ut ur serien totalt. Regissören Harald Hamrell har dock sagt att det är hans sista film i Beck-serien.

## Rollista
- Peter Haber – Martin Beck
- Mikael Persbrandt – Gunvald Larsson
- Stina Rautelin – Lena Klingström
- Måns Nathanaelson – Oskar Bergman
- Ingvar Hirdwall – Valdemar, grannen
- Rebecka Hemse – Inger
- Peter Hüttner – Oljelund
- Bo Höglund – Mats, servitören
- Frederik Nilsson – Marcus Engmark
- Jessica Zandén – Annika Runfelt
- Peter Järn – Mats Larsson
- Ida Engvoll – Maria Fors
- Mikael Spreitz – MC-tuffing
- Zardasht Rad – bensinmacksbiträde
- Camilla Larsson – Anna Jonsson
- Josef Säterhagen – Peter Lind
- Pia Halvorsen – Astrid Stierncrona
- Emil Almén – Erik Stark
- Thomas Hedengran – läkare till Peter Lind
- Pia Oscarsson – läkare på akuten
- Fredrik Hammar – Tommy Jansson
- Anita Wall – Yvonne Lennerholm
- Bengt Magnusson – TV-reporter
- Niklas Svensson – TV-reporter
- Hasse Aro – sig själv (programledare för Efterlyst)
- Jim Wiberg – "Tuff MC-kille"
- Stubborn MC – Stubborn MC Crew
- Staffan Eklund – bartender på MC-klubb
- Solgärd Kjellgren – granndamen
- Frid Welander – apotekare